# František Saleský Bauer
František Saleský Bauer (ur. 26 stycznia 1841 w Hrachovecu koło Valašskiego Meziříčí, zm. 25 listopada 1915 w Ołomuńcu) – biskup brneński w latach 1882–1904, arcybiskup ołomuniecki w latach 1904–1915.

## Życiorys
Ukończył gimnazjum w Kromieryżu i teologię w Ołomuńcu, gdzie w 1863 został wyświęcony na księdza. Został wikarym w Vyškovie, ale wkrótce powrócił do Ołomuńca na wydział teologiczny. W 1869 został doktorem filozofii i wkrótce nadzwyczajnym profesorem biblistyki. W 1873 został profesorem zwyczajnym Nowego Testamentu na praskim wydziale teologicznym. W 1882 został biskupem brneńskim. W 1901 ze względów zdrowotnych złożył rezygnację, ale nie została ona przyjęta. W 1904 po rezygnacji Theodora Kohna został arcybiskupem ołomunieckim. W tym samym roku otrzymał wielki krzyż Orderu Franciszka Józefa, a później wielki krzyż Orderu Leopolda. 27 listopada 1911 został mianowany kardynałem z tytułem prezbitera San Girolamo dei Croati.